# Jean Grenier (homme politique)
Pour les articles homonymes, voir Jean Grenier et Grenier (homonymie).
Jean, baron Grenier, né le 16 septembre 1753 à Brioude et mort le 30 janvier 1841 à Riom, est un magistrat et homme politique français des XVIIIe et XIXe siècles.

## Biographie
D'un lointain lien de parenté, Grenier est confondu par un grand nombre de biographes avec son homonyme Jean-Baptiste Grenier (1753 ✝ 1838), né la même année dans la même ville (Brioude) ; et mort aussi dans la même ville (Riom).
Jean Grenier, naquit également à Brioude le 16 septembre 1753. Il était le fils de Benoît Grenier, notaire royal, bailli de Lugeac, et de Jeanne Trioliet (ou Trioullier). Il fit ses études à Brioude et Riom, puis son droit à Paris, tout en travaillant chez un procureur au parlement. Il y partageait une mansarde avec Étienne Bonarme.
Reçu avocat au parlement de Paris, il vint se fixer à Riom en 1776 et y exerça successivement la profession d'avocat (barreau de la sénéchaussée d'Auvergne) et l'emploi de secrétaire provincial. Il se distingua par son talent et son savoir : il fit paraître en 1782 un Commentaire, qui fut très remarqué, sur une matière neuve et difficile : l'édit des hypothèques de 1771.
Il adopta, très modérément, les idées nouvelles en 1789 et fut nommé procureur-syndic du district de Riom (1790), fonctions qu'il perdit sous le régime révolutionnaire parce que trop modéré (1792). Défenseur officieux, les professions d'avocat et de procureur ayant été supprimées, il devint commissaire national, puis commissaire du pouvoir exécutif près le Tribunal civil de Riom (fin 1795 - 1796). 
Élu, le 23 germinal an XI (12 avril 1798), député de la Haute-Loire au Conseil des Cinq-Cents, il s'y occupa surtout de questions juridiques, parla sur les testaments militaires et appuya le projet de la loi du 17 nivôse sur les successions.
Il fut au nom de plusieurs commissions, le rapporteur du projet qui devint la loi du 2 prairial an VII, d'après laquelle les acquéreurs de biens nationaux ne pouvaient exercer l'action en rescision contre leurs sous-acquéreurs. Il demanda aussi que les parlementaires soient exclus de la revente des biens nationaux. M. Grenier se plaignit que ce rapport avait été dénaturé dans les tables du Moniteur. Il coopéra à la rédaction de la loi du 11 brumaire an VII sur les hypothèques, et fut adjoint à la commission qui avait été chargée de la rédaction du premier projet du code civil, dont les neuf premiers titres avait été imprimés.
Après le coup d'État de brumaire (18 brumaire an VIII : 9 novembre 1799), auquel il ne s'était pas montré hostile, Grenier fut (4 nivôse an VIII) nommé membre du Tribunat pour le département du Puy-de-Dôme. Il y vota en faveur du rétablissement du droit de tester, qu'il considérait comme inhérent au droit de propriété, et, en 1800, en faveur du projet qui donnait aux chefs de famille la faculté de disposer de leurs biens. Il repoussa, comme immorale (6 mai 1800), la proposition de faire succéder la nation de préférence aux parents collatéraux. Il attaqua (décembre 1800) avec vivacité le projet de loi relatif aux justices de paix. Élu président en 1803, il était l'un des deux secrétaires de la section de législation en 1804 et prit une grande part en tant que tel à la discussion des codes.
M. Grenier fut un des hommes politiques qui se prononcèrent avec le plus d'énergie pour que le Premier consul se fit le fondateur d'une dynastie impériale, et fut de ceux qui se prononcèrent avec le plus d'empressement pour l'établissement du Premier Empire.
Après la suppression du Tribunat (1807), Grenier rentra dans la magistrature. Créé chevalier de l'Empire par lettres patentes de mai 1808, on le nomma, le 11 décembre 1808, procureur général à la cour d'appel de Riom. Créé baron de l'Empire par lettres patentes du 9 mai 1811, il conserva son poste lors la réorganisation des cours et tribunaux de cette année-là. Il avait alors pour confrère le Chevalier Deval de Guymont, baron de Saunade.
La Restauration le maintint également, jusqu'à l'époque où le gouvernement royal le fit (24 août 1819) premier président de la même cour, jusqu'en 1837, époque où son grand âge l'obligea à se démettre. Il fut alors nommé premier président honoraire, il avait à l'époque 84 ans.
La monarchie de Juillet le compta parmi ses partisans. Une ordonnance du 11 octobre 1832 appela le baron Grenier à la Chambre des pairs, où il défendit jusqu'à sa mort (1841) le régime existant.
En 1833, l’Académie des sciences morales et politiques l'admit comme membre correspondant en raison des ouvrages estimés de droit et de législation dont il était l'auteur.

Traversant sans encombre les changements de régime, on lui reprocha ses serments successifs, ce à quoi il répondait : 

« N'a-t-on pas le droit de reprendre ce qu'on s'est borné à prêter ? Du reste, si j'ai prêté onze serments, je les ai tous tenus »

.
Des travaux remarquables, des services éminents et un noble caractère, avaient mérité à M. Grenier le grade de commandeur de la Légion d'honneur, le cordon de l'Ordre de Saint-Michel et le titre premier président honoraire de la cour d'appel de Riom. 
Il mourut le 31 janvier 1841, ne laissant qu'une fille unique, épouse de M. de Combes, conseiller à la Cour d'appel. Dès le lendemain de sa mort, son nom fut donné à l'actuelle rue du centre-ville de Riom où il résidait. Il est enterré au cimetière des Charmettes de Riom, un monument y a été élevé en sa mémoire par la municipalité.

### Vie familiale
Issu d'une ancienne famille auvergnate originaire de Lugeac, Jean était le fils de Benoît Grenier, notaire royal à Brioude, bailli de Lugeac, et de Jeanne Trioliet (ou Trioullier).
Il épousa, le 26 août 1777 à Riom, Gabrielle Amable Ferrière (vers 1757 ✝ 25 janvier 1825), fille d'un procureur en la sénéchaussée d'Auvergne et siège présidial de Riom, consul de Riom en 1763. Ensemble, ils eurent :
1. Clauda, née le 30 mai 1778, morte jeune  ;
2. Marie Françoise (30 août 1782 - 27 août 1816 à Riom), mariée avec Antoine Amable de Combes (4 juin 1777 - 1859 à Riom), conseiller à la cour d'appel de Riom, dont postérité.

## Fonctions
- Avocat au parlement de Paris, puis au barreau de la sénéchaussée d'Auvergne (Riom, 1776) ;
- Secrétaire provincial ;
- Procureur-syndic du district de Riom (1790) ;
- Commissaire national ;
- Commissaire du pouvoir exécutif près le Tribunal civil de Riom (fin 1795 - 1796) ;
- Député de la Haute-Loire au Conseil des Cinq-Cents (23 germinal an XI  : 12 avril 1798) ;
- Membre du Tribunat pour le département du Puy-de-Dôme (4 nivôse an VIII, président en 1803, secrétaire en 1804) ;
- Procureur général à la cour d'appel de Riom (11 décembre 1808) ;
- Premier président de la cour d'appel de Riom (24 août 1819 - 1837) ;
- Pair de France (ordonnance du 11 octobre 1832).

## Titres
- Chevalier de l'Empire (lettres patentes de mai 1808) ;
- Baron Grenier et de l'Empire (9 mai 1811).

## Distinctions
- Légionnaire (25 prairial an XII), puis, officier (22 mai 1825), puis, commandeur de la Légion d'honneur (31 mai 1837) ;
- Chevalier de l'ordre de Saint-Michel (1821).

## Règlement d'armoiries
« Armes des Grenier de Lugeac : D'azur à la gerbe d'or au chef cousu de gueules chargé de 3 étoiles d'argent. »

« Armes de chevalier de l'Empire : D'or à la bande de gueules chargé du signe des chevaliers non légionnaires, accompagnée en chef d'une branche d'olivier et en pointe d'une corne d'abondance, le tout de sinople. »

« Armes de baron de l'Empire : D'or à la bande de gueules chargé du signe des chevaliers non légionnaires, accompagnée en chef d'une branche d'olivier et en pointe d'une corne d'abondance, le tout de sinople ; au canton des barons procureurs généraux en Cours Impériales. »

## Hommage, honneurs et mentions
- Premier président honoraire de la cour d'appel de Riom 1837 ;
- Correspondant de l’Académie des sciences morales et politiques (14 décembre 1833) ;
- Dès le lendemain de sa mort, son nom fut donné à l'actuelle rue du centre-ville de Riom où il résidait ;
- Un monument a été consacré à sa mémoire dans le cimetière de la ville de Riom.

## Publications
- Commentaire sur l’Edit portant Création de Conservateurs des Hypothèques sur les Immeubles réels & fictifs, & Abrogation des Décrets volontaires ; et observations sur la déclaration du roi, qui accorde des encouragemens à ceux qui défrichent des Terres incultes. Avignon & Clermont-Ferrand, Antoine Delcros, 1782 ; 2ème édition : Riom, Martin Degoutte, 1787 ;
- Essai sur l'adoption, considérée dans ses rapports avec l'histoire, la morale et la législation (1801) ;
- Traité des Donations, des Testaments et de toutes autres dispositions gratuites (1807) ;
- Traité des hypothèques (1822).